# Tukotuko ukryty
Tukotuko ukryty (Ctenomys occultus) – gatunek gryzonia z rodziny tukotukowatych (Ctenomyidae). Występuje w Ameryce Południowej, gdzie odgrywa ważną rolę ekologiczną. Siedliska tukotuko ukrytego położone są na północno-zachodnich terenach argentyńskiej prowincji Tucumán. Międzynarodowa Unia Ochrony Przyrody (IUCN) wymienia ten gatunek w Czerwonej księdze gatunków zagrożonych jako gatunek zagrożony i oznacza go akronimem EN.